# Boje Verlag
Der Boje Verlag war ein deutscher Verlag für Kinder- und Jugendliteratur mit Sitz in Köln. Pro Jahr brachte er rund 40 neue Bücher auf den Markt.

## Verlagsgeschichte
Der Boje Verlag geht auf den Hanns-Jörg Fischer-Verlag, Berlin – Leipzig zurück, der in den 1920er bis 1930er Jahren Kinder- und Jugendbücher verlegte und dessen Bücher bereits die Boje als Verlagssymbol trugen. Der Verlag wurde 1949 von Hanns-Jörg Fischer in Stuttgart neu gegründet. 1986 wurde er an den Pestalozzi Verlag in Erlangen verkauft, gehörte zwischenzeitlich zur VEMAG Verlags- und Medien AG, Köln und wurde 2010 vom Bastei Lübbe Verlag übernommen. Dort ist er 2023 in der Marke Baumhaus aufgegangen.

## Programmbereiche
- Bilderbuch
- Vorlesebuch
- Kinderbuch
- Jugendbuch
- Aktivbuch
- Spielbuch
- Sachbuch

## Autoren
Einige bekannte Autoren, die ihre Werke im Boje Verlag veröffentlicht haben:
- Eberhard Alexander-Burgh mit Hui Buh das Schloßgespenst
- David Klass mit Feuerquell; Wirbelsturm; Eisbeben
- Hubert Schirneck mit Typisch Bär!
- Franz Braumann mit Aufstieg zum Dach der Welt
- Hans Erich Seuberlich mit Reni und Robbi; Reni und Robbi, die Rennfahrer; Reni und Robbi der Torwart
- Herbert Günther mit Ein unmöglicher Freund
- James Krüss mit Henriette Bimmelbahn
- Lisa McMann mit ihrer WAKE Serie
- Martin Waddell mit Der gemeine Riesendino
- Phyllis Whitney mit insgesamt sechs Büchern
- Max Kruse mit Eine Schultüte voller Geschichten
- Peter Verhelst mit Das Geheimnis der Nachtigall
- Robert Fischer mit Sarahs Reise ins Regenbogenland
- Eva Maria Mudrich unter dem Pseudonym Maren Offenburg mit Eine Mücke im Eden; Du bis nicht allein und Susanne über den Wolken
- Otto Kindler mit seiner Erzählreihe um Steuermann Jörg Freymuth und seinen Sohn, u. a. Die Gefangenen des Piratenkönigs und Das Gespensterschiff